# Licet Castillo
Licet Castillo Iglesias (Pinar del Río, 21 gennaio 1973) è un'ex cestista cubana.

## Carriera
Con Cuba ha disputato due edizioni dei Giochi olimpici (Barcellona 1992, Sydney 2000), quattro dei Campionati mondiali (1990, 1994, 1998, 2002) e tre dei Campionati americani (1993, 2003, 2005).